# Mevrouw MacReddy
Mevrouw MacReddy (In de oudere vertalingen nog Mevrouw Macready) (Engels: Mrs. Macready) is een personage uit de boekenserie De Kronieken van Narnia van de Britse schrijver C.S. Lewis. Ze speelt mee in het boek Het betoverde land achter de kleerkast en de hierop gebaseerde film De Leeuw, de Heks en de Kleerkast.
Mevrouw MacReddy is de strenge huishoudster van professor Digory Kirke. 
Ze geeft vaak rondleidingen door het huis en dan wil ze de kinderen (Peter, Susan, Edmund en Lucy) niet tegen het lijf lopen.
Daardoor is ze er indirect de oorzaak van dat de vier kinderen zich in de kleerkast verbergen en in Narnia belanden.